# Spiranthes infernalis
Spiranthes infernalis är en orkidéart som beskrevs av Charles John Sheviak. Spiranthes infernalis ingår i släktet skruvaxsläktet, och familjen orkidéer. Inga underarter finns listade i Catalogue of Life.